# Les Damps
Les Damps település Franciaországban, Eure megyében. Lakosainak száma 1335 fő (2022. január 1.). Les Damps Alizay, Léry, Le Manoir és Pont-de-l’Arche községekkel határos.

## Népesség
A település népességének változása:
| Lakosok száma | 806  | 870  | 943  | 1161 | 1297 | 1332 | 1389 | 1371 | 1360 | 1335 |
|               | 1968 | 1982 | 1990 | 2006 | 2013 | 2015 | 2017 | 2019 | 2020 | 2022 |